# ماديلين روبنسون
ماديلين روبنسون (بالفرنسية: Madeleine Robinson)‏ هي ممثلة فرنسية وسويسرية، ولدت في 5 نوفمبر 1917 بباريس في فرنسا، وتوفيت في 1 أغسطس 2004 في سويسرا.

## أعمال

### أفلام
- (1988) كميل كلوديل[3]

## وصلات خارجية
- ماديلين روبنسون على موقع IMDb (الإنجليزية)
- ماديلين روبنسون على موقع ألو سيني (الفرنسية)
- ماديلين روبنسون على موقع أول موفي (الإنجليزية)
- ماديلين روبنسون على موقع قاعدة بيانات الأفلام السويدية (السويدية)
- ماديلين روبنسون على موقع قاعدة بيانات الفيلم (الإنجليزية)
- ماديلين روبنسون على موقع كينوبويسك (الروسية)